# Maéva Clemaron
Maéva Clemaron, née le 10 novembre 1992 à Vienne en Isère, est une footballeuse française qui joue actuellement pour le FC Yverdon Sport. Elle évolue au poste de milieu de terrain et joue en équipe de France,. Dans la vie civile, elle est architecte, diplômée de l'École nationale supérieure d'architecture de Saint-Étienne. Le 2 mai 2019, elle est convoquée parmi les 23 pour disputer la coupe du monde 2019,.

## Carrière

### Carrière en club
Lors de la saison 2018-2019, elle est déléguée club de l'UNFP au sein du FC Fleury 91.
Le 11 juillet 2019, elle signe avec Everton Ladies, club de FA Women's Super League, un contrat de deux ans.
Au Servette FCCF, Maéva Clemaron remporte des titres (2x le championnat et 1x la coupe suisse -victoire historique pour le club-). Elle permet entre autres à son club genevois de connaitre sa première qualification en UWCL.